# Asida
El asida (árabe: عصيدة) es un plato árabe consistente en un trozo de masa de harina de trigo cocido. Es parecido a las gachas y se come en muchos países árabes y de África del Norte. Suele comerse con las manos, sin emplear utensilios. A menudo se sirve durante fiestas religiosas como Mawlid y Eid. El asida es un plato simple pero rico, que a menudo se sirve sin acompañamiento. Se sirve tradicionalmente para desayunar.  
La variante libia del asida se sirve con un jarabe dulce, normalmente miel de dátil (rob), pero también con miel.
Una variante sudanesa de este plato se sirve con una salsa salada a base de tomate. La ocra le da una consistencia algo viscosa a la salsa, y el plato se toma regularmente, no solo en ocasiones especiales.